# Фермін Лопес
Фермі́н Ло́пес Марі́н (ісп. Fermín López Marín; нар. 11 травня 2003, Ель-Кампільйо) — іспанський футболіст, півзахисник клубу «Барселона» і збірної Іспанії. Чемпіон Європи 2024 року та олімпійський чемпіон 2024 року.

## Клубна кар'єра

### Ранні роки
Почав займатися футболом у місцевій команді «Ель-Кампільйо», після чого перейшов в «Рекреатіво», а 2012 року — в «Реал Бетіс». Влітку 2016 року приєднався до молодіжної академії «Барселони», де почав виступати за команду до 14 років.

### «Барселона»
19 серпня 2022 року підписав професіональний контракт з «Барселоною Б» до 2024 року, після чого одразу відправився на правах оренди в «Лінарес Депортіво» з Прімера Федерасьйон (3-ій дивізіон) до кінця сезону 2022–23. Дебютував за клуб 28 серпня, вийшовши в стартовому складі в поєдинку з «Меридою». 30 жовтня 2022 року в матчі проти клубу «Райо Махадаонда» відзначився своїм першим голом за «Лінарес». За час оренди забив 12 голів у 40 зустрічах за команду, ставши її найкращим бомбардиром.
Влітку 2023 року переведений до першої команди під час передсезонної підготовки. 27 серпня 2023 року дебютував в основному складі «Барселони» в матчі Ла-Ліги проти «Вільярреала», замінивши Ілкая Гюндогана. Таким чином він став 13-им гравцем «Барселони», що дебютував під керівництвом головного тренера Хаві. 29 серпня продовжив контракт з клубом до 30 червня 2027 року. 19 вересня дебютував в єврокубках, вийшовши на заміну Гаві в поєдинку групового етапу Ліги чемпіонів УЄФА проти «Антверпена». Свій перший м'яч за «Барселону» забив 26 вересня в матчі Ла-Ліги проти «Мальорки». 25 жовтня в матчі проти донецького «Шахтаря» забив свій перший гол у Лізі чемпіонів. 28 жовтня вперше зіграв в дербі «Ель Класіко» проти «Реала», вийшовши в стартовому складі в рамках зустрічі Ла-Ліги.
16 квітня 2024 року в матчі Ла-Ліги з «Альмерією» відзначився своїм першим дублем за «Барселону». Також цей м'яч став для нього 10-м в сезоні 2023–24 в усіх турнірах і за цим показником став 3-м бомбардиром команди після Жуана Фелікса (11) і Роберта Левандовського (24). Зрештою забив 11 голів в 42 матчах (19 разів виходив в стартовому складі) за «Барселону», ставши третім найкращим бомбардиром серед півзахисників, що відзначались у своєму дебютному сезоні за клуб після Арди Турана (2016–17) і Сеска Фабрегаса (2016–17), які забили по 13 голів.
31 жовтня 2024 року продовжив контракт з «Барселоною» до червня 2029 року. В сезоні 2024–25 допоміг команді оформити «золотий» дубль: виграти Ла-Лігу та Кубок Іспанії.

## Кар'єра в збірній
2023 року почав виступати за молодіжну збірну Іспанії, за яку дебютував 13 жовтня у поєдинку з олімпійською збірною Узбекистану. 17 жовтня у матчі з Казахстаном відзначився першим голом за молодіжну команду.
27 травня 2024 року вперше викликаний до збірної Іспанії головним тренером Луїсом де ла Фуенте для участі в товариських матчах проти збірних Андорри та Північної Ірландії в рамках підготовки до фінальної частини чемпіонату Європи 2024 в Німеччині. 5 червня дебютував за збірну Іспанії, вийшовши на заміну Педрі в поєдинку проти збірної Андорри, і відзначився результативною передачею. 7 червня потрапив до остаточної заявки збірної Іспанії. На турнірі зіграв лише один матч групового етапу проти збірної Албанії, а іспанці дійшли до фіналу, де в підсумку перемогли англійців (2–1), здобувши рекорде, четверте, чемпіонство.
26 червня 2024 року потрапив до заявки олімпійської збірної Іспанії для участі в матчах футбольного турніру на літніх Олімпійських іграх 2024 в Парижі. На олімпійському турнірі зіграв у матчах групового етапу проти збірних Узбекистану, Домініканської Республіки та Єгипту, відзначившись голом проти домініканців. У чвертьфінальному поєдинку проти збірної Японії оформив дубль та відзначився голом у півфіналі з Марокко. Таким чином він став першим іспанцем, що забив на Олімпійських іграх чотири або більше голів після Кіко Нарваеса, який відзначився 5 м'ячами на переможній Олімпіаді 1992 року. У фінальному матчі проти збірної Франції (5–3) він забив два м'ячі, допомігши своїй команді здобути золоті медалі.

## Статистика виступів

### Клубна статистика
Станом на 25 травня 2025 
| Клуб              | Сезон             | Чемпіонат           | Чемпіонат | Чемпіонат | Кубок | Кубок | Єврокубки | Єврокубки | Інші  | Інші | Всього | Всього |
| Клуб              | Сезон             | Дивізіон            | Матчі     | Голи      | Матчі | Голи  | Матчі     | Голиs     | Матчі | Голи | Матчі  | Голи   |
| ----------------- | ----------------- | ------------------- | --------- | --------- | ----- | ----- | --------- | --------- | ----- | ---- | ------ | ------ |
| Барселона Б       | 2022–23           | Прімера Федерасьйон | 0         | 0         | —     | —     | —         | —         | —     | —    | 0      | 0      |
| Барселона Б       | 2023–24           | Прімера Федерасьйон | 1         | 0         | —     | —     | —         | —         | —     | —    | 1      | 0      |
| Барселона Б       | Всього            | Всього              | 1         | 0         | —     | —     | —         | —         | —     | —    | 1      | 0      |
| → Лінарес         | 2022–23           | Прімера Федерасьйон | 37        | 12        | 3     | 0     | —         | —         | —     | —    | 40     | 12     |
| Барселона         | 2023–24           | Ла-Ліга             | 31        | 8         | 2     | 1     | 8         | 2         | 1     | 0    | 42     | 11     |
| Барселона         | 2024–25           | Ла-Ліга             | 28        | 6         | 6     | 1     | 11        | 1         | 1     | 0    | 46     | 8      |
| Барселона         | Всього            | Всього              | 59        | 14        | 8     | 2     | 19        | 3         | 2     | 0    | 88     | 19     |
| Всього за кар'єру | Всього за кар'єру | Всього за кар'єру   | 97        | 26        | 11    | 2     | 19        | 3         | 2     | 0    | 159    | 31     |

1. 1 2  Матчі в Лізі чемпіонів УЄФА
2. 1 2  Матчі в Суперкубку Іспанії

### Міжнародна статистика
Станом на 24 червня 2024 
| Збірна            | Сезон             | Товариські | Товариські | Офіційні | Офіційні | Всього | Всього |
| Збірна            | Сезон             | Матчі      | Голи       | Матчі    | Голи     | Матчі  | Голи   |
| ----------------- | ----------------- | ---------- | ---------- | -------- | -------- | ------ | ------ |
| Іспанія           |                   |            |            |          |          |        |        |
| 2024              | 1                 | 0          | 1          | 0        | 2        | 0      |        |
| Всього за кар'єру | Всього за кар'єру | 1          | 0          | 1        | 0        | 2      | 0      |

### Матчі за збірну
Станом на 24 червня 2024 
| Матчі Ферміна Лопеса за збірну Іспанії | Матчі Ферміна Лопеса за збірну Іспанії | Матчі Ферміна Лопеса за збірну Іспанії | Матчі Ферміна Лопеса за збірну Іспанії | Матчі Ферміна Лопеса за збірну Іспанії | Матчі Ферміна Лопеса за збірну Іспанії | Матчі Ферміна Лопеса за збірну Іспанії | Матчі Ферміна Лопеса за збірну Іспанії |
| №                                      | Дата                                   | Суперник                               | Рахунок                                | Голи                                   | Картки                                 | Хвилини                                | Змагання                               |
| -------------------------------------- | -------------------------------------- | -------------------------------------- | -------------------------------------- | -------------------------------------- | -------------------------------------- | -------------------------------------- | -------------------------------------- |
| 1                                      | 5 червня 2024                          | Андорра                                | 5–0                                    |                                        |                                        | 29'                                    | Товариський матч                       |
| 2                                      | 24 червня 2024                         | Албанія                                | 1–0                                    |                                        |                                        | 28'                                    | Фінальні матчі ЧЄ-2024                 |

Всього: 2 матчі / 0 голів; 2 перемоги , 0 нічиїх, 0 поразок.

## Досягнення
«Барселона»
- Чемпіон Іспанії: 2024–25[54]
- Володар Кубка Іспанії: 2024–25[55]
- Володар Суперкубка Іспанії: 2024[56]

Збірна Іспанії
- Чемпіон Європи: 2024[57]

Збірна Іспанії (олімп.)
- Олімпійський чемпіон: 2024[58]